# Huntsville, North Carolina
Huntsville är ett kommunfritt område i Yadkin County i den amerikanska delstaten North Carolina. De första europeiska bosättarna kom till området på 1740-talet. Huntsville var tidigare en småstad (town).
Prästen Peter Eaton ville år 1807 byta ortnamnet till Eatonsville men förslaget gick inte igenom. Nordstaternas trupper invaderade år 1865 Huntsville under befäl av George Stoneman och en stor del av byn brändes ner. Huntsville är nuförtiden ett ruralt område med några historiska hus.

## Kända personer från Huntsville
- Thomas Lanier Clingman, general och politiker